# 07-Ghost
07-Ghost (セブンゴースト?, Sebun Gosuto) è un manga josei, di genere fantasy e azione, scritto e disegnato da Yuki Amemiya e Yukino Ichihara. La serie è stata pubblicata dal novembre 2005 sulla rivista Monthly Comic Zero Sum, edita dalla casa editrice Ichijinsha. A partire dal 25 novembre 2005 i singoli capitoli sono raccolti in formato tankōbon, mentre dal settembre 2013 vengono pubblicati 17 volumi. La serie è stata adattata in un drama CD, e, come serie televisiva anime prodotta dallo Studio Deen e trasmessa dal 6 aprile al 21 settembre 2009. 07-Ghost è risultato vincitore alla terza edizione del Grand Prix Comic Zero Sum, ottenendo il premio dei lettori e dell'editore.
In Italia il manga è stato pubblicato, a partire dal mese di settembre 2011 fino al marzo 2014 dalla Panini Comics sotto l'etichetta Planet Manga.

## Trama
Teito Klein è un schiavo che fu catturato durante la guerra con il Regno di Raggs e non conserva alcuna memoria del suo passato, ma talvolta alcuni ricordi riemergono nei suoi sogni. Frequenta l'accademia militare del Regno di Barsburg grazie alla sua abilità molto rara che gli consente di controllare il Zaiphon, un potere sovrannaturale che permette di usare le parole come arma offensiva. In quest'accademia conosce Mikage, che diverrà suo migliore amico e con il quale passerà l'esame. Tuttavia, a causa dell'incontro con il generale Ayanami, che Teito identifica come l'assassino di suo padre, il protagonista viene rinchiuso nelle prigioni dell'accademia. Fuggito grazie all'aiuto di Mikage, Teito verrà accolto dalla chiesa che gli fornirà protezione e nella quale dovrà affrontare varie prove che lo porteranno infine a comprendere sé stesso.

## Personaggi

Teito e Mikage in una scena dell'anime

Teito Klein (テイト•クライン?, Teito Kurain)
Doppiato da Mitsuki Saiga (giapponese)
È il protagonista della storia. Il suo vero nome è Wahrheit Tiashe Raggs, figlio di Weldeschtein Krom Raggs, principe del Regno di Raggs. Dopo che, nel corso dell'invasione da parte dell'Impero Barsburg, gli viene affidato l'Occhio di Michael e la sua identità rimane nascosta e allevato in una chiesa da Fea Kreuz.
Dopo la morte di Kreuz, diventa un combattente schiavo, ma alla fine riesce ad entrare all'Accademia militare di Barsburg nella quale si distingue come primo della classe. Durante i primi anni di studi, si dimostra un ragazzo freddo e taciturno ma, dopo l'incontro con Mikage cambia, divenendo più aperto e spontaneo. All'inizio del manga, Teito promette al suo migliore, e unico amico, Mikage, di essere entrambi, sempre l'uno per l'altro: per rispettare la promessa Mikage sacrifica la sua vita per proteggere Teito dall'Impero di Barsburg.
Teito, scosso, giura vendetta, anche se Mikage gli chiede di non vendicarsi. Alla chiesa dei 7 Ghost inizia a studiare per diventare un sacerdote, così da poter ottenere alcuni vantaggi che solo i Vescovi hanno: controlli meno rigorosi alle frontiere, l'accesso alle informazioni, ecc. È costantemente preso in giro dal vescovo Frau, per cui prova un sentimento di amicizia/complicità. La sua amnesia lo rende vittima di dubbi ed incertezze, mosse anche dall'abile gioco del generale Ayanami.
Mikage (ミカゲ?, Mikage)
Doppiato da Daisuke Namikawa (giapponese)
È il migliore amico di Teito. Mikage proviene da una famiglia di maggiordomi. Anche se la sua vicinanza con Teito lo renda bersaglio di cattiverie e pettegolezzi da parte di alcuni studenti dell'accademia militare, rimane una persona luminosa e allegra, restando al fianco di Teito, anche se gli altri si prendono gioco di lui. Quando Ayanami lo imprigiona, Mikage aiuta Teito a scappare, pur sapendo che questo la renderà colpevole di alto tradimento verso l'Impero. Viene, in seguito, posseduto e ucciso da Ayanami, ma la sua anima si reincarnerà in un Fuhrung, un cucciolo di drago alato dalle forme feline, in modo resta a fianco del suo grande amico.
Frau (フラウ?, Furau)
Doppiato da Junichi Suwabe (giapponese)
Uno dei vescovi del Santuario del Settimo Distretto dell'Impero di Barsburg. È uno dei Seven Ghost, Sichel. Frau venne adottato dalla Chiesa e discepolo di Bastian. Tutti i suoi amici erano morti e non credeva in Dio, tuttavia era molto forte con lo Zaiphon e si diceva che fosse un bambino, selvaggio, ma benedetto dalla forza divina. Era sempre nei guai, ma aveva comunque buoni rapporti con suo padre, Bastian.
Da adolescente Frau sgattaiolava fuori della chiesa durante la notte e rimuoveva i Kor da coloro che ne erano posseduti, un'arte estremamente difficile, che solo i vescovi formati erano grado di fare.
Stringe un forte legame con Teito e lo protegge da ogni attacco nemico. Possiede la magica falce di Verloren, che gli permette di leggere nella mente del generale Ayanami, comunque legato a lui da un misterioso rapporto. Viene incastrato dall'Esercito di Barsburg e accusato di omicidio e possessione di anime, ma con l'aiuto di Teito viene scagionato.
Possiede una personalità mista, ossia, alterna momenti di assoluta serietà ad altri di ilarità e porno-mania. Si diverte a prendere in giro Teito, a flirtare spesso che le donne e persino con le suore. Nonostante il suo aspetto alto e intimidatorio, ha cura degli altri, specialmente per Teito, un incontro, a suo parere, predestinato. Quando Teito tenta di liberarlo dalla prigione gli confida che l'unica cosa che lo renderebbe felice è vederlo sorridere e gli dedica dei versetti della Bibbia di Barsburg che recitano: "Fino a quando sarò nei tuoi pensieri, il mio cuore sarà sempre con te".
Castor (カストル?, Kasutoru)
Doppiato da Susumu Chiba (giapponese)
È Un altro vescovo, e convince Teito a sostenere l'esame per accedere al sacerdozio. Castor allenerà Teito per gli esami, e spesso coinvolge le sue "bambole", i suoi "pupazzi" in grandezza naturale, che controlla con lo Zaiphon. Castor è Fest, uno dei 07-ghost. Castor è un vescovo il cui hobby è creare bambole.
Labrador (ラブラドール?, Raburadōru)
Doppiato da Miyata Kouki (giapponese)
Un vescovo i cui sono è il giardinaggio, produrre birra e coltivare erbe medicinali. Quando Frau trova Teito, lo porta in chiesa e gli dona a un fiore che ha il compito di proteggerlo. Infatti, in seguito, nel corso di uno scontro con un Kor gli salverà la vita.
Dà a Teito una bevanda composta da dolci fiori per curare le sue ferite "del cuore". Durante le battaglie, è in grado di utilizzare i fiori e le viti come armi grazie alla manipolazione dello zaiphon. È anche in grado di comunicare con i fiori. Il suo alter ego è Prophe, uno dei 07-ghost. I suoi poteri come 07-ghost gli concedono il dono della preveggenza, con il quale ha aiutato Teito in molte occasioni.
Shuri Oak (シュリオーク?, Shuri Ōku)
Doppiato da Miyu Irino (giapponese)
È il fratello di Hakuren, e fa parte dell'accademia militare. Shuri non fa altro che prendere in giro e insultare Teito perché è un nobile, mentre Teito uno schiavo. Durante l'esame Teito gli salverà la vita, mentre Shuri durante la prova di esame cerca di scappare come un codardo nonostante suo padre fosse un militare di alta carica.
Ayanami (アヤナミ?, Ayanami)
Doppiato da Shō Hayami (giapponese)
Nella storia è L'antagonista, ed è la reincarnazione di Verloren. Dà la caccia a Teito poiché possiede l'Occhio di Michael, fondamentale per riavere il suo corpo divino e completare, così, la riabilitazione del suo potere. Ayanami è un uomo dal fisico slanciato di statura elevata. I suoi occhi sono di colore viola e i lineamenti duri ed aristocratici. Dimostra circa trent'anni. Dal punto di vista caratteriale, l'uomo si mostra cinico e senza scrupoli nel portare a termine i propri piani. Un esempio è dato nell'episodio nel quale elimina Mikage per arrivare a Teito. Ricopre una delle più alte cariche dell'esercito, ed è spesso circondato da uno stuolo di sottoposti, pronti ad eseguire ogni suo ordine.

## Universo narrativo

### Zaiphon
Lo Zaiphon è un'abilità che si serve di parole scritte nell'aria per concentrare energia vitale. Lo Zaiphon si può dividere in tre categorie, ciascuna delle quali rispecchia la personalità di chi lo adopera:
- Zaiphon d'Attacco - Permette di attaccare i nemici e costruire difese. È utilizzato da Teito, Mikage, Frau, Ayanami e, in generale, dalle alte cariche dell'Esercito di Barsburg.
- Zaiphon Curativo - Permette di curare le ferite degli alleati. È utilizzato da Labrador.
- Zaiphon della Manipolazione - È molto raro e permette di spostare ogni tipo di oggetto. È utilizzato da Castor.

### La leggenda di Verloren e dei 07-Ghost
Secondo una leggenda, durante un passato che si perde nella notte dei tempi, il Dio della Morte Verloren, commise un crimine imperdonabile: uccise la figlia del Signore dei Cieli, e fu costretto a scappare sulla Terra, così i cuori degli uomini furono impossessati dalla sua malvagità. Le loro grida giunsero al Signore dei Cieli, che mandò i Seven Ghost per punire Verloren e riportare l'armonia nel mondo.
Verloren venne scomposto in anima e corpo, rispettivamente dall'Occhio di Raphael e dall'Occhio di Michael, ed il suo corpo rinchiuso nel Vaso di Pandora, dove riposa da mille anni, ed il cui sigillo può essere spezzato solo dall'Occhio di Michael, mentre l'Occhio di Raphael continua ad indebolire la sua anima facendola reincarnare all'infinito. Da allora i suoi messaggeri, i Kor, tentano gli uomini con tre desideri, alla realizzazione del quali, si impossesseranno della loro anima. Quando vengono esauditi tutti i desideri, l'anima impossessata diventa un Wars e può essere manipolata dai Warsfeil, gli stregoni oscuri.
I nomi dei Seven Ghost sono: Zehel, Fest, Prophe, Landkarte, Relikt, Er, e Vertrag. Si reincarnano per proteggere la terra dalle forze oscure, e, in accordo col manga, vennero creati dal Signore dei Cieli utilizzando frammenti di Verloren. Ciascuno possiede un determinato potere.
- Zehel - 斬魂 "lo spirito che recide" (Frau; il Ghost che recide i legami)
- Fest - 繋魂 "lo spirito che unisce" (Castor; il Ghost che congiunge le anime)
- Prophe - 言魂 "lo spirito che parla" (Labrador; il Ghost che profetizza)
- Landkart - 消魂 "lo spirito che eclissa" (Katsuragi; Il Ghost che ha il potere di spostarsi senza far sentire la propria presenza)
- Relikt - 遺魂 "lo spirito che tramanda" (Lance; il Ghost che vede nel passato)
- Ea - 醒魂 "lo spirito che risveglia" (Karu; Il Ghost che assegna ad ogni anima un numero)
- Vertrag - 契魂 "lo spirito che suggella" (Fea Kreuz; il Ghost che manipola le menti)

## Media

### Manga
07-Ghost è una serie manga scritta e illustrata da Yuki Amemiya con Yukino Ichihara, ed è in corso di serializzazione sulla rivista per manga shōjo Monthly Comic Zero Sum, pubblicata da Ichijinsha. Al 25 settembre 2013 sono stati pubblicati in Giappone 17 volumi del manga.
In Italia il manga è pubblicato, dal mese di agosto 2011 da Panini Comics sotto l'etichetta Planet Manga. Il manga è stato pubblicato anche nel Nord America da Go!Comi, che ha pubblicato i primi volumi della serie per poi interrompere la pubblicazione nell'ottobre 2009. Viz Media ha acquistato in seguito i diritti del manga e lo ha ripubblicato in una nuova edizione dal 13 novembre 2012.

#### Volumi
| Nº | Data di prima pubblicazione | Data di prima pubblicazione | Data di prima pubblicazione |
| Nº | Giapponese                  | Giapponese                  | Italiano                    |
| -- | --------------------------- | --------------------------- | --------------------------- |
| 1  | 25 novembre 2005            | ISBN 978-4-7580-5193-4      | 3 settembre 2011            |
| 2  | 25 maggio 2006              | ISBN 978-4-7580-5225-2      | 8 ottobre 2011              |
| 3  | 25 novembre 2006            | ISBN 978-4-7580-5261-0      | 5 novembre 2011             |
| 4  | 25 maggio 2007              | ISBN 978-4-7580-5290-0      | 3 dicembre 2011             |
| 5  | 24 novembre 2007            | ISBN 978-4-7580-5320-4      | 7 gennaio 2012              |
| 6  | 24 maggio 2008              | ISBN 978-4-7580-5347-1      | 25 febbraio 2012            |
| 7  | 25 novembre 2008            | ISBN 978-4-7580-5376-1      | 17 marzo 2012               |
| 8  | 25 maggio 2009              | ISBN 978-4-7580-5415-7      | 28 aprile 2012              |
| 9  | 25 novembre 2009            | ISBN 978-4-7580-5466-9      | 26 maggio 2012              |
| 10 | 25 agosto 2010              | ISBN 978-4-7580-5538-3      | 7 luglio 2012               |
| 11 | 25 gennaio 2011             | ISBN 978-4-7580-5576-5      | 4 agosto 2012               |
| 12 | 25 luglio 2011              | ISBN 978-4-7580-5624-3      | 8 settembre 2012            |
| 13 | 24 dicembre 2011            | ISBN 978-4758-05679-3       | 13 ottobre 2012             |
| 14 | 25 giugno 2012              | ISBN 978-4758-05728-8       | 8 dicembre 2012             |
| 15 | 25 dicembre 2012            | ISBN 978-4758-05776-9       | 3 agosto 2013               |
| 16 | 25 maggio 2013              | ISBN 978-4758-05821-6       | 11 gennaio 2014             |
| 17 | 25 settembre 2013           | ISBN 978-4758-05821-6       | 22 marzo 2014               |

### Drama CD
Nel 2007 è stato pubblicato un drama CD, Kamisama ni Todoku Koibumi e le voci presenti sono le stesse dei doppiatori della serie anime. Un secondo drama CD intitolato The Day of Retribution  fu pubblicato nel febbraio 2009. Il cast del secondo drama CD è lo stesso del primo drama CD e dell'anime, e contiene una traccia extra con i commenti del cast e una speciale cover disegnata dagli autori del manga. Nell'ottobre dello stesso anno fu pubblicato un altro drama CD dal titolo The Top News Headlines. Un altro fu pubblicato nel 2009. Una serie di DVD in edizione limitata sono stati pubblicati dall'autunno 2009. Tredici mini-drama sono presenti in questi DVD. Il primo mini-drama ha per protagonisti Teito e Mikage, il secondo Teito e Frau, il terzo Teito e Ayanami, il quarto Teito e Hakuren, il quinto Hyuuga e Konatsu, il sesto Castor e Labrador, il settimo Kuroyuri e Haruse, l'ottavo Frau e Castor, il nono Katsuragi e Konatsu, il decimo Frau e Razette, l'undicesimo re Kromm e suo fratello, il dodicesimo Hakuren e Shuri, il tredicesimo Teito e Buryupa.

### Anime
Un adattamento a serie televisiva anime prodotto dallo Studio Deen e diretto da Nobuhiro Takamoto andò in onda su Chiba TV dal 6 aprile 2009 e nei giorni seguenti anche su altre reti. L'anime si è concluso il 21 settembre 2009, per un totale di 25 episodi trasmessi. La sigla di apertura è Aka no Kakera, interpretata da Yuki Suzuki, mentre la sigla di chiusura, Hitomi no Kotae, è interpretata da Noria. Negli episodi 20 e 25 il brano Raggs no Chinkonka, interpretato da Noria, è utilizzato come colonna sonora di parte degli episodi.

#### Episodi
| Nº | Titolo italiano (traduzione letterale) Giapponese 「Kanji」 - Rōmaji | In onda           | In onda |
| Nº | Titolo italiano (traduzione letterale) Giapponese 「Kanji」 - Rōmaji | Giapponese        |         |
| 1  | Il futuro dei ricordi dolorosi 「切なる想いの行く末は」 - Setsunaru omoi no yukusue wa | 6 aprile 2009     |         |
| 2  | La memoria nostalgica accompagna il dolore 「懐かしき記憶は痛みと共に」 - Natsukashiki kioku wa itami to tomo ni | 13 aprile 2009    |         |
| 3  | I miei figli innocenti dormono alla luce 「無垢なる我子よ光と眠れ」 - Mukunaru wareko yo hikari to nemure | 20 aprile 2009    |         |
| 4  | Nient'altro che la fine delle preghiere 「ただひたすらなる祈りの果てに」 - Tada hitasura naru inori no hate ni | 27 aprile 2009    |         |
| 5  | Lacrime calde riempiono il suo cuore gentile... 「熱き涙、やさしく彼の心を満たし…」 - Atsuki namida, yasashiku kare no kokoro o mitashi...                                                                                       | 4 maggio 2009     |         |
| 6  | La giusta via conduce alla luce 「光に通ずる正しき道は」 - Hikari ni tsūzuru tadashiki michi wa | 11 maggio 2009    |         |
| 7  | Lo spirito divorato dalle ali sogna i suoi amati figli? 「翼に喰われた魂は愛しい我子の夢を見る？」 - Tsubasa ni kuwareta tamashii wa itoshii wareko no yume o miru?                                                              | 18 maggio 2009    |         |
| 8  | Solo metà dello spirito ha un triste risveglio 「半分だけの魂が悲しき目覚めを呼び起こす」 - Hanbun dake no tamashii ga kanashiki mezame o yobiokosu                                                                              | 25 maggio 2009    |         |
| 9  | Il colore dello spirito sarà eternamente... 「魂の色は永遠に…」 - Tamashii no iro wa eien ni... | 1º giugno 2009    |         |
| 10 | Quella è solo un'altra espiazione 「それはただひとつの償い」 - Sore wa tada hitotsu no tsugunai | 8 giugno 2009     |         |
| 11 | L'espiazione per coloro che si amano è... 「愛しき者への償いは…」 - Itoshiki mono e no tsugunai wa... | 15 giugno 2009    |         |
| 12 | Le tenebre chiamate "dolore" si avvicinano... 「痛みという名の闇はひたひたと…」 - Itami toiu mei no yami wa hitahita to... | 22 giugno 2009    |         |
| 13 | Lungo la strada della luce, si vede... 「光ある道の先に見るものは…」 - Hikari aru michi no sakini miru mono wa... | 29 giugno 2009    |         |
| 14 | Il motivo per combattere assieme... Il poterci chiamare compagni d'armi 「共に戦う理由…戦友と呼ばれる資格」 - Tomoni tatakau riyū... Senyū to yobareru shikaku                                                                   | 6 luglio 2009     |         |
| 15 | Quel giorno, ero senz'altro assieme a lui 「あの日、確かに彼といた」 - Ano hi, tashikani kare to ita | 13 luglio 2009    |         |
| 16 | La verità è nel profondo delle tenebre irraggiungibili dalla luce 「真実は光の届かぬ闇の底に」 - Shinjitsu wa hikari no todokanu yami no soko ni                                                                                 | 20 luglio 2009    |         |
| 17 | I familiari dalle ali di tenebra, avvolti nel dolore, planano 「闇の翼の眷属は、不幸を纏い、舞い降りる」 - Yami no tsubasa no kenzoku wa, fukō wo matoi, maioriru                                                                | 27 luglio 2009    |         |
| 18 | Chi dev'essere perdonato affonda nelle tenebre... Colui che ama piange le sue lacrime 「赦さざる者闇に溺れ…愛する者は涙に濡れる」 - Yurusazaru mono yami ni obore... Aisuru mono wa namida ni nureru                             | 3 agosto 2009     |         |
| 19 | Il destino di un amore dannato ma mai svanito... 「まじわらぬ愛、されど消えぬ愛の行く末は…」 - Majiwaranu ai, saredo kienu ai no yukue wa...                                                                                     | 10 agosto 2009    |         |
| 20 | L'offerta del loro requiem 「ふたりで捧げるレクイエム」 - Futari de sasageru rekuiemu | 17 agosto 2009    |         |
| 21 | Perciò, tu attraverserai la porta della sconfitta... 「なぜゆえに、汝、敗者の扉をくぐる…」 - naze yueni, nanji, haisha no tobira wo kuguru...                                                                                    | 24 agosto 2009    |         |
| 22 | Guidato dalla luce sul fondo del mare, spia... 「水底の光に導かれ、覗きしものは…」 - Suitei no hikari ni michibikare, nozokishi mono wa...                                                                                       | 31 agosto 2009    |         |
| 23 | Oltre le tenebre del cuore 「心の闇のその先に」 - Kokoro no yami no sono saki ni | 7 settembre 2009  |         |
| 24 | Dov'è la giustizia di coloro senza amore... Il cuore rapito dalle tenebre, in eterno... 「愛無き者の正義はいずこに…。闇に奪われし心よ、永遠に…」 - Ainaki mono no seigi wa izuko ni.... Yami ni ubawareshi kokoro yo, eien ni... | 14 settembre 2009 |         |
| 25 | La verità si estende oltre il cuore... 「真実は幾重にも連なる心の彼方に…」 - Shinjitsu wa ikuenimo tsuranaru kokoro no kanata ni...                                                                                              | 21 settembre 2009 |         |